# Technokompleks
Technokompleks – jednostka taksonomiczna używana przez archeologów.
Technokompleks jest grupą kultur archeologicznych podobnych do siebie pod względem występujących w nich rodzajów i form narzędzi krzemiennych oraz technik stosowanych do ich wytwarzania. Technokompleks można uznać za odpowiednik kręgu kulturowego.